# Парламентські вибори в Грузії 2016
Парламентські вибори в Грузії (2016) — парламентські вибори в 150-місцевий однопалатний Парламент Грузії, які відбулися 8 жовтня 2016. Попередні вибори відбулися в жовтні 2012 року.
На 12 серпня 2016 року для участі у виборах зареєструвалися 37 партій. Загалом бажання брати участь у виборах висловили 64 партії.
Правляча коаліція «Грузинська мрія — Демократична Грузія», очолювана прем'єр-міністром країни Георгієм Квірікашвілі, налаштована на переобрання на другий термін.
У виборах беруть участь партії опозиції «Єдиний національний рух» (створено Міхеілом Саакашвілі, «Наша Грузія — Вільні демократи» Іраклія Аласанія, Лейбористська партія Грузії, «Об'єднаний демократичний рух» на чолі з Ніно Бурджанадзе, «Альянс патріотів» Ірми Інашвілі, блок «Держава для народу» Паати Бурчуладзе.

## Результати
| Партія                                  | Пропорційна | Пропорційна | Пропорційна | Мажоритарна | Місць   | Місць |
| Партія                                  | Голосів     | %           | Місць       | Місць       | Загалом | +/–   |
| --------------------------------------- | ----------- | ----------- | ----------- | ----------- | ------- | ----- |
| Грузинська мрія                         | 856,638     | 48.68       | 44          | 71          | 115     | +28   |
| Єдиний національний рух                 | 477,053     | 27.11       | 27          | 0           | 27      | -38   |
| Альянс патріотів Грузії                 | 88,097      | 5.01        | 6           | 0           | 6       | +6    |
| Наша Грузія — Вільні демократи          | 81,464      | 4.63        | 0           | 0           | 0       | -8    |
| Демократичний рух — об'єднана Грузія    | 62,166      | 3.53        | 0           | 0           | 0       | 0     |
| Держава для народу                      | 60,681      | 3.45        | 0           | 0           | 0       | Нова  |
| …                                       | …           | …           |             |             |         |       |
| Промисловість врятує Грузію             | 13,788      | 0.78        | 0           | 1           | 1       | -5    |
| …                                       | …           | …           |             |             |         |       |
| Самостійно                              |             |             |             | 1           | 1       |       |
| Всього                                  | 1,759,632   | 100         | 77          | 73          | 150     | 0     |
| Зареєстровані голосувальників/явка      | 3,613,851   | 51.6        | –           | –           | -       | -     |
| Джерело: CEC (100 % голосів пораховано) |             |             |             |             |         |       |

## Реакції
Грузинська Мрія незабаром після оголошення результатів оголосила свою перемогу. Прем'єр Георгій Квірікашвілі привітав прихильників із перемогою з великою перевагою. Віце-прем'єр Каха Каладзе додав, що згідно з даними партії в дійсності вона виграла отримавши 59 відсотків голосів. Однак, голова штабу Єдиного національного руху Ніка Мелія звинуватив уряд у фальсифікаціях, заявивши, — «У нас були вкрадені голоси. Ми захищатимемо наші голоси.» Інші партії також звинуватили уряд у масових фальсифікаціях.